# Геохімія нафти
Геохімія нафти (рос. геохимия нефти, англ. petroleum geochemistry) — наука, що вивчає формування і перетворення хімічного складу нафти у природі. Об'єктом досліджень геохімії нафти є нафти, їх різноманітні деривати та аналоги (нафтиди), а також сингенетичні органогенні породи, вивчення природи яких необхідне для розуміння генезису нафти.
Завданням досліджень є вивчення шляхів генерації вуглеводнів, акумуляції їх у нафтовому покладі та подальших перетворень нафти під дією різних геологічних чинників.
Специфікою геохімічних досліджень нафти є їх спрямованість на вирішення геологічних задач. Це відрізняє геохімію нафти від технічної хімії нафти, оскільки остання вивчає нафту не як природно-історичне геологічне утворення, а як технічну сировину.